# Campionati mondiali di nuoto in vasca corta 2024 - Staffetta 4x200 metri stile libero femminile
La gara della staffetta 4x200 metri stile libero femminile dei campionati mondiali di nuoto in vasca corta 2024 si è svolta il 14 dicembre 2024 presso la Duna Aréna di Budapest.

## Podio
| Pos.    | Nazione     | Atleta                                                                               |
| ------- | ----------- | ------------------------------------------------------------------------------------ |
| Oro     | Stati Uniti | Alexandra Walsh Paige Madden Katie Grimes Claire Weinstein Phoebe Bacon Lilla Bognar |
| Argento | Ungheria    | Nikolett Pádár Panna Ugrai Dóra Molnár Lilla Minna Ábrahám                           |
| Bronzo  | Australia   | Leah Neale Elizabeth Dekkers Milla Jansen Lani Pallister Tara Kinder                 |

## Record
Prima della manifestazione il record del mondo (RM) e il record dei campionati (RC) erano i seguenti.
|  | 7'30"87 | Stati Uniti | 14 dicembre 2022 Melbourne |
|  | 7'30"87 | Stati Uniti | 14 dicembre 2022 Melbourne |

Durante la competizione è stato migliorato il seguente record:
|  | 7'30"13 | Stati Uniti |

## Programma
| Data             | Ora   | Turno    |
| ---------------- | ----- | -------- |
| 12 dicembre 2024 | 11:03 | Batterie |
| 12 dicembre 2024 | 19:29 | Finale   |

## Risultati

### Batterie
| Pos. | Batteria | Corsia | Nazione     | Atleta | Tempo   | Note |
| ---- | -------- | ------ | ----------- | --- | ------- | ---- |
| 1    | 1        | 4      | Stati Uniti | Katie Grimes (1'54"98) Phoebe Bacon (1'54"52) Lilla Bognar (1'57"44) Claire Weinstein (1'53"10)                          | 7'40"04 | Q    |
| 2    | 1        | 7      | NAB         | Daria Trofimova (1'54"78) Kseniia Misharina (1'55"85) Milana Stepanova (1'54"57) Sofia Diakova (1'56"16)                 | 7'41"36 | Q    |
| 3    | 1        | 3      | Italia      | Sofia Morini (1'55"90) Giulia D'Innocenzo (1'54"19) Matilde Biagiotti (1'55"81) Anna Chiara Mascolo (1'55"56)            | 7'41"46 | Q    |
| 4    | 2        | 6      | Germania    | Isabel Marie Gose (1'55"89) Julia Mrozinski (1'55"78) Nicole Maier (1'55"76) Nele Schulze (1'54"22)                      | 7'41"65 | Q    |
| 5    | 2        | 4      | Australia   | Leah Neale (1'54"62) Lani Pallister (1'53"56) Milla Jansen (1'58"31) Tara Kinder (1'55"27)                               | 7'41"76 | Q    |
| 6    | 1        | 5      | Ungheria    | Lilla Minna Ábrahám (1'55"98) Panna Ugrai (1'55"95) Dóra Molnár (1'56"90) Nikolett Pádár (1'54"77)                       | 7'43"60 | Q    |
| 7    | 2        | 5      | Cina        | Gong Zhenqi (1'56"92) Kong Yaqi (1'55"27) Liu Shuhan (1'56"42) Zhang Jingyan (1'57"67)                                   | 7'46"28 | Q    |
| 8    | 2        | 3      | Brasile     | Fernanda Celidonio (1'56"95) Maria Fernanda Costa (1'54"76) Gabrielle Roncatto (1'57"88) Leticia Fassina Romão (1'58"38) | 7'47"97 | Q    |
| 9    | 1        | 6      | Giappone    | Miyu Namba (1'56"09) Yume Jinno (1'57"76) Misuzu Nagaoka (1'57"68) Ayami Suzuki (1'59"34)                                | 7'50"87 |      |
| 10   | 2        | 7      | Sudafrica   | Hannah Robertson (2'00"12) Hannah Pearse (2'01"81) Stephanie Houtman (2'03"08) Milla Drakopoulos (2'01"01)               | 8'06"02 |      |
| DNS  | 1        | 2      | Slovacchia  | Non partite |         |      |
| DNS  | 2        | 2      | Hong Kong   | Non partite |         |      |

### Finale
| Pos.    | Corsia | Nazione     | Atleta | Tempo   | Note |
| ------- | ------ | ----------- | --- | ------- | ---- |
| Oro     | 4      | Stati Uniti | Alexandra Walsh (1'53"25) Paige Madden (1'53"18) Katie Grimes (1'53"39) Claire Weinstein (1'50"31)                       | 7'30"13 |      |
| Argento | 7      | Ungheria    | Nikolett Pádár (1'52"81) Panna Ugrai (1'52"59) Dóra Molnár (1'55"39) Lilla Minna Ábrahám (1'52"60)                       | 7'33"39 |      |
| Bronzo  | 2      | Australia   | Leah Neale (1'52"79) Elizabeth Dekkers (1'54"96) Milla Jansen (1'54"01) Lani Pallister (1'51"84)                         | 7'33"60 |      |
| 4       | 5      | NAB         | Daria Trofimova (1'54"13) Milana Stepanova (1'53"94) Daria Klepikova (1'51"94) Kseniia Misharina (1'56"67)               | 7'36"68 |      |
| 5       | 3      | Italia      | Giulia D'Innocenzo (1'54"49) Sofia Morini (1'53"88) Matilde Biagiotti (1'55"31) Anna Chiara Mascolo (1'56"60)            | 7'40"28 |      |
| 6       | 6      | Germania    | Isabel Marie Gose (1'56"18) Julia Mrozinski (1'56"51) Nicole Maier (1'53"95) Nele Schulze (1'55"94)                      | 7'42"58 |      |
| 7       | 1      | Cina        | Gong Zhenqi (1'55"58) Kong Yaqi (1'57"02) Liu Shuhan (1'56"41) Zhang Jingyan (1'57"19)                                   | 7'46"20 |      |
| 8       | 8      | Brasile     | Maria Fernanda Costa (1'54"22) Gabrielle Roncatto (1'57"34) Fernanda Celidonio (1'57"08) Leticia Fassina Romão (1'58"12) | 7'46"76 |      |